# Avatar Studios (Nickelodeon)
Avatar Studios — дочерняя анимационная студия компании Nickelodeon Animation Studio, основанная в феврале 2021 года.

## История
24 февраля 2021 года конгломерат ViacomCBS объявил о создании Avatar Studios, нового подразделения Nickelodeon Animation Studio для разработки мультсериалов и мультфильмов во вселенной «Аватара». Креативными директорами студии выступили создатели оригинального мультсериала ДиМартино и Кониецко. Также было заявлено, что первым проектом студии является анимационный кинотеатральный фильм, производство которого начнется позже в 2021 году. В июне 2022 года стало известно, что бывший художник по раскадровке оригинального сериала и продюсер-супервайзер «Легенда о Корре» Лорен Монтгомери будет исполнять обязанности режиссёра. Кониецко и ДиМартино займут должность продюсеров совместно с Эриком Коулманом. Дата выхода первого анимационного фильма заявлена на 10 октября 2025 года. Помимо этого было анонсировано производство ещё двух анимационных фильмов.
В апреле 2024 года компания Paramount обнародовала предварительное название первого мультфильма, а также утвердила актёрский состав в лице Эрика Нама на роль Аанга, Дайонну Квон на роль Тоф, Джессику Маттен на роль Катары, Романа Сарагоса на роль Сокки и Дейва Батиста на роль неизвестного антагониста. 18 апреля 2024 года была заявлена новая дата выхода первого мультфильма на 20 января 2026 года.

## Фильмография

### Фильмы
| № | Название                                  | Мировая премьера | Режиссёр(ы)      | Дистрибьютор       | Совместное производство                    | Прим.  |
| - | ----------------------------------------- | ---------------- | ---------------- | ------------------ | ------------------------------------------ | ------ |
| 1 | «Легенда об Аанге: Последний маг воздуха» | 9 октября 2026   | Лорен Монтгомери | Paramount Pictures | Nickelodeon Movies Flying Bark Productions | [ 10 ] |

### Сериалы
| Название             | Премьера сериала | Разработка                             | Дистрибьютор | Совместное производство      | Прим.  |
| -------------------- | ---------------- | -------------------------------------- | ------------ | ---------------------------- | ------ |
| Avatar: Seven Havens | TBA              | Майкл Данте Димартино, Брайан Кониецко | Nickelodeon  | Nickelodeon Animation Studio | [ 11 ] |